# Appellationsgerichtshof Düsseldorf
Der Appellationsgerichtshof Düsseldorf war 1811 bis 1819 Appellationsgerichtshof mit Sitz in Düsseldorf, also Gericht zweiter Instanz im Großherzogtum Berg, Generalgouvernement Berg und in der Provinz Jülich-Kleve-Berg.

## Geschichte
Durch die Oberappellationsgerichtsordnung vom 12. Juli 1769 wurde im Herzogtum Berg das Jülich-Bergische Oberappellationsgericht in Düsseldorf errichtet. Dies blieb auch im Großherzogtum Berg zunächst bestehen. 1811 wurde die Gerichtsorganisation im Großherzogtum Berg neu geregelt. Rechtsgrundlage war das Kaiserliche Dekret vom 17. Dezember 1811 über die Organisation der Justiz. Damit wurde auch die Trennung der Rechtsprechung von der Verwaltung vollzogen. Aufgrund der geringe Größe des Großherzogtums diente der französische Kassationshof in Paris als übergeordnete Instanz. Ihm waren sieben Tribunale erster Instanz unterstellt:
- Tribunal erster Instanz Essen
- Tribunal erster Instanz Düsseldorf
- Tribunal erster Instanz Dortmund
- Tribunal erster Instanz Hagen
- Tribunal erster Instanz Hamm
- Tribunal erster Instanz Mülheim am Rhein
- Tribunal erster Instanz Dillenburg

Die Eröffnung des Appellationsgerichtshofs erfolgte am 6. Februar 1812 in einer feierlichen Zeremonie durch den bergischen Justizminister Johann Franz Joseph Graf von Nesselrode-Landscron-Reichenstein.

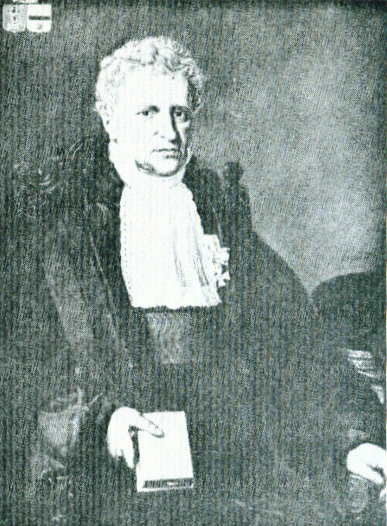
Senatspräsident Karl Josef Freiherr von Mylius

Dem Gericht stand als Präsident Johann Engelbert Fuchsius (1754–1828) vor. Es bestand gemäß französischen Vorbild aus drei Senaten: Der Zivilsenat, korrektioneller Senat und Accusationssenat. Der Zivilsenat war zweite Instanz in Zivilrechtsfällen, der korrektionelle Senat in Strafrechtsfällen. Der Accusationssenat entschied über die Anklageerhebung bei den Schwurgerichten in den Departementshauptstädten.
Der Appellationsgerichtshof verfügte über einen Präsidenten, drei Senatspräsidenten, 20 Räte und sechs Auditoren. Am Appellationsgerichtshof bestand das Amt des Generalprocurator, dem als Stellvertreter ein erster und ein zweiter Generaladvokat sowie vier Substitute zur Seite standen. Die Richter waren überwiegend vorher am Jülich-Bergischen Oberappellationsgericht, zwei aber am Oberappellationsgericht Hadamar oder in der Verwaltung tätig gewesen.
Der Zivilsenat wurde durch Senatspräsidenten von Kylmann geleitet. Als Räte dienten Bewer, Brewer, Adolf Quirin von Diepenbroick, Engels, Guilleaume, Haugh, Lenzen und von Worringen.
Der korrektionelle Senat stand unter der Leitung des Senatspräsidenten Karl Josef von Mylius. Räte waren Boelling, Clasen, von Preuschen, Schoeter, Schramm (Schram), Sebenius und Wiendahl.	
Der Accusationssenat mit Senatspräsident Johann Peter Arnold von Hymmen umfasste die Räte Kindermann, von Pestel, Rive, von Roth und von Sieger.
Generalprokurator war Christoph von Sethe, Generaladvokaten waren Baumeister und Gottfried Alexander Maria Hubert von Sandt. Als Substitute werden Hartmann, Jacobi, Schlüter und Zahren genannt.
Im Generalgouvernement Berg wurde der Appellationsgerichtshof beibehalten. Er war nun dem neu geschaffenen Kassationshof Düsseldorf untergeordnet und für die beiden verbliebenen Tribunale erster Instanz Düsseldorf (für den nördlichen Teil des Generalgouvernements) und Mülheim (für den südlichen Teil des Generalgouvernements) zuständig. Auch Preußen übernahm zunächst das Gericht. Am 3. August 1818 fand die letzte Sitzung statt. Mit der Neuordnung der oberen und mittleren Gerichte wurde der Appellationsgerichtshof Düsseldorf und der Appellationsgerichtshof Trier aufgehoben und seine Aufgaben dem Appellationsgerichtshof Köln übertragen.

## Gebäude

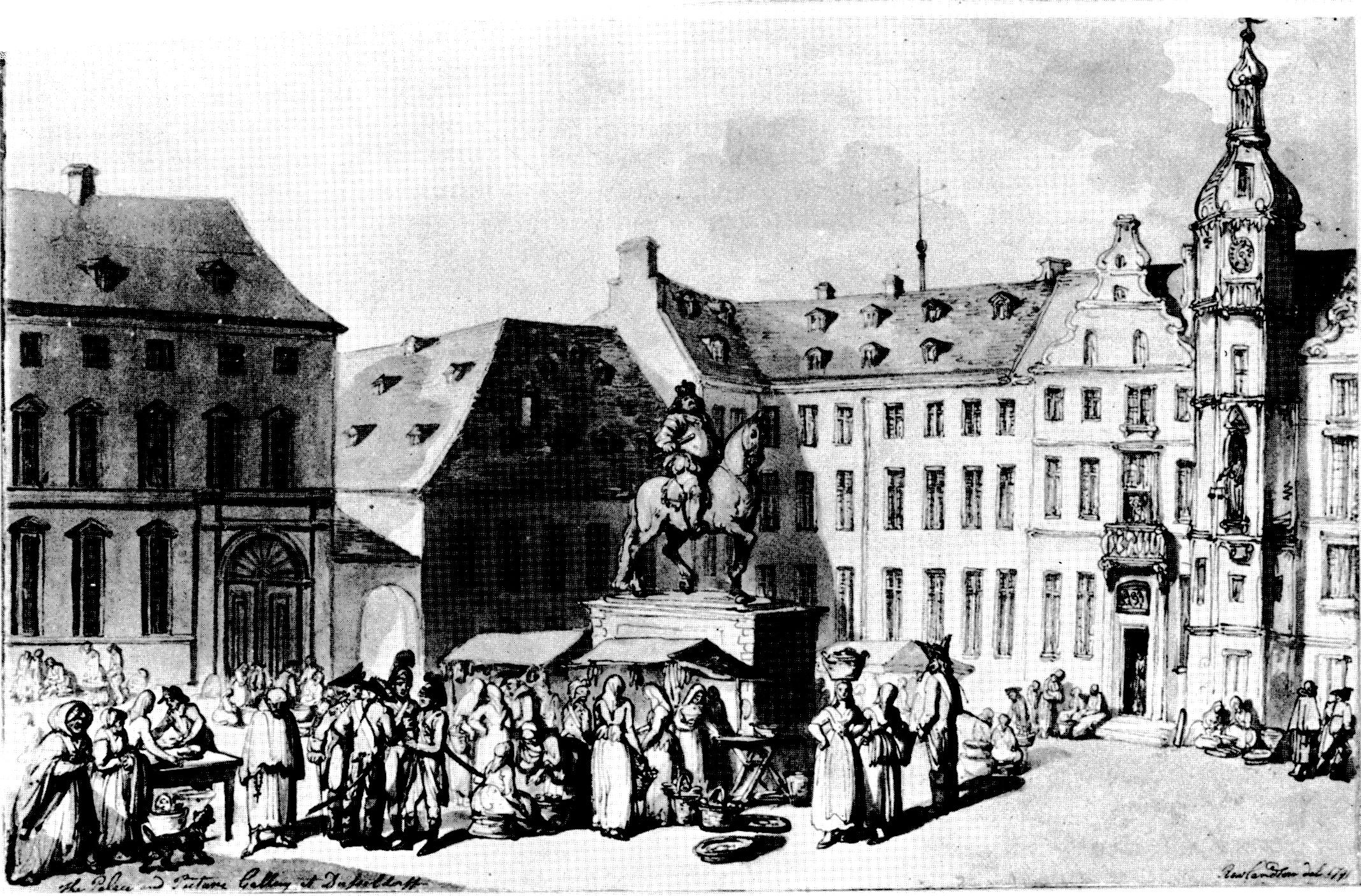
Düsseldorfer Marktplatz. Am rechten Bildrand befindet sich das Rathaus. Die Alte Kanzlei befindet sich links davon, teilweise verdeckt durch das Jan-Wellem-Reiterstandbild.

Der Appellationsgerichtshof nutzte zunächst das Arenberg’sche Palais. Von 1814 und bis zur Aufhebung 1819 war er anschließend in der Alten Kanzlei untergebracht. 
Das Arenberg’sche Palais in der Ritterstraße 16 und 18 war ein Gebäudekomplex, der im 17. Jahrhundert einem Grafen von Arenberg gehört hatte. Im Jahre 1696 erwarb es der Bergische Kanzler Franz Melchior Freiherr von Wiser. Das Gebäude war als provisorischer Sitz des Gerichtes ausgewählt worden, da es über einen Saal verfügte, der als Gerichtssaal genutzt werden konnte. Der Saal ist heute die Aula des St.-Ursula-Gymnasiums. Das Gebäude steht unter Denkmalschutz.
Als eigentliches Gerichtsgebäude war die Alte Kanzlei vorgesehen gewesen. Das Gebäude am Marktplatz neben dem Rathaus war seit etwa 1550 Sitz der Kanzlei des Herzogtums gewesen. Von 1769 bis 1788 war es auch Sitz des Jülich-Bergische Oberappellationsgerichtes gewesen. Ab 1788 war es jedoch für die Zeit von 25 Jahren an den Unternehmer Joseph Gilles verpachtet worden. Nachdem der Vertrag ausgelaufen und das Haus durch Baudirektor Lehmann umgebaut worden war, zog das Gericht 1814 dort ein. Um die Entschädigungssumme für den Pächter entwickelte sich in der Folge ein Prozess. Diesen entschied der Appellationsgerichtshof Düsseldorf mit Urteil vom 11. Mai 1819 endgültig.

## Richter
- Johann Engelbert Fuchsius, Gerichtspräsident 1811–1819